# Talgambiet
Met Talgambiet duidt men twee gambieten aan die door de Letse schaker Michail Tal zijn geanalyseerd, een in de Russische opening en een in de Siciliaanse opening.

## In de Russische opening

### Uitleg
Het Talgambiet is in de opening van een schaakpartij een variant in de schaakopening Russisch en is ingedeeld bij de open spelen.
Het heeft de beginzetten: 1.e4 e5 2.Pf3 Pf6 3.d4 ed 4.e5 Pe4.
Eco-code C 43.
Het gambiet is geanalyseerd door Michail Tal.

## In de Siciliaanse opening

### Uitleg
Het Talgambiet is in de opening van een schaakpartij ook een variant in de schaakopening Siciliaans. Het gambiet is ingedeeld bij de halfopen spelen.
Het heeft de beginzetten: 1.e4 c5 2.f4 d5 3.ed Pf6.
Eco-code B 20.
Ook dit gambiet is geanalyseerd door Michail Tal.